# 정위 (관직)
정위(廷尉)는 고대 중국의 관직으로, 구경(九卿)의 하나이다.

## 개요

### 진
형벌과 법률을 관장하는 관직으로 설치되었으며, 정위정(廷尉正) · 정위좌감(廷尉左監) · 정위우감(廷尉右監)을 한 명씩 두었다. 봉록은 모두 1,000석이었다.

### 전한
역할은 진나라와 거의 같았다.
경제 때 이름을 대리(大理)로 고쳤다가, 무제 때인 건원 4년(기원전 137)에 되돌렸다. 선제 때인 지절 3년(기원전 67)에 정위좌평(廷尉左平) · 정위우평(廷尉右平)을 두었으며, 봉록은 모두 600석이었다. 애제 때인 원수 2년(기원전 1) 다시 대리라고 하였다.

### 신
명칭을 작사(作士)로 고쳤다.

### 후한
다시 정위로 되돌렸으며, 봉록은 중이천석이었다. 정위정 · 정위좌감 · 정위좌평을 한 명씩 두었다. 본래 정위우감과 정위우평도 두었으나, 광무제 때 없앴다.
속관은 다음과 같이 두었다.
| 명칭       | 인원 수 |
| ---------- | ------- |
| 사과(四科) | 11      |
| 정리(廷吏) | 16      |
| 문학(文學) | 16      |
| 옥사(獄史) | 13      |
| 좌(佐)     | 27      |
| 기리(騎吏) | 26      |
| 가좌(假佐) | 30      |
| 관의(官醫) | 1       |
| 총원       | 140     |

### 참조주
1. 1 2 3 4 5 6 7  반고, 《한서》 권19상 백관공경표(百官公卿表) 上
2. 1 2 3 4  사마표, 《속한서》 백관지(百官志) 3